# إيبستون (باكينجهامشير)
إيبستون (بالإنجليزية: Ibstone)‏ هي قرية وأبرشية مدنية تقع في المملكة المتحدة في إنجلترا. يقدر عدد سكانها بـ 237 نسمة .